# مبدل سطح
در الکترونیک دیجیتال مبدل سطح ولتاژ یا انتقال دهنده سطح (شیفت دهنده سطح) یا مبدل سطح یک مدار است که برای ترجمه یک سیگنال از یک سطح منطقی یا دامنه ولتاژ به سطح دیگر برای ایجاد سازگاری بین مدارهای مجتمع با نیازمندی های ولتاژ متفاوت مانند تی تی ال است. سیستم های مدرن از مبدل های سطح ولتاژ برای اتصال حوزه‌ های بین پردازنده ها، حسگرهای منطقی و مدارهای دیگر استفاده می کنند. در سال های اخیر ۳ تا سطح منطقی پرکاربرد ۱.۸ و ۳.۳ و ۵ ولت بوده اند اما سطح های بالاتر و پایین تر از این ولتاژ ها نیز مورد استفاده قرار می گیرند.

## انواع مبدل های سطح
یک طرفه : همه پایه های ورودی به یک حوزه‌ ولتاژی تخصیص داده شده اند و هر پایه خروجی نیز به دیگری اختصاص داده شده اند. 
دو طرفه با پورت های مخصوص: هر حوزه‌ ولتاژ هم پایه های ورودی هم خروجی دارد اما جهت داده در پایه تغییر نمی کند.
دو طرفه با تعیین کننده جهت خارجی: وقتی یک سیگنال خارجی تغییر می کند، ورودی ها خروجی می شوند و بالعکس.
دو طرفه، تشخیص خودکار: یک جفت پایه ورودی خروجی که حوزه ‌های ولتاژ را پوشش می‌دهند و می توانند بسته به محرک خارجی به ‌عنوان ورودی یا خروجی عمل کند و نیازی به .پایه کنترل جهت مخصوص ندارد

## پیاده سازی سخت افزاری
آی‌سی‌های مبدل سطح با عملکرد ثابت - این آی‌سی‌ها انواع مختلفی از مبدل سطح را در دستگاه‌ های با عملکرد ثابت را ارائه می‌دهند. اغلب در پیکربندی ‌های ۲ بیتی، ۴ بیتی یا ۸ بیتی با محدوده ‌های مختلف ارائه می‌شوند و این دستگاه‌ ها سطوح منطقی را بدون نیاز به منطق مجتمع یا تنظیم زمانی اضافی ترجمه می‌کنند.
آی‌سی‌های قابل تنظیم سیگنال‌های ترکیبی – مدارهای مبدل سطح می‌توانند در یک سی ام آی سی نیز پیاده‌سازی شوند.
ماهیت قابل برنامه‌ریزی بودن بدون کد به طراحان این امکان را می‌دهد که مبدل‌ های سطح کاملاً سفارشی‌سازی‌شده را با گزینه اضافی که می‌توان منطق یا تنظیمات زمانی قابل تنظیم را در همان دستگاه ادغام کرد، پیاده‌سازی کنند.
آی‌سی‌های مدیریت توان مبدل‌ های سطح را با استفاده از سیگنال‌ دهی تفاضلی پیاده‌سازی می‌کنند. زوج تفاضلی جریان را در یکی از دو شاخه خود هدایت می‌کند که سپس یک قفل در یک حوزه ولتاژ متفاوت را تغذیه می‌کند و سطح ولتاژ را شیفت می دهد.

## کاربرد های مبدل سطح
از آنجا که مبدلهای سطح برای حل مشکل ناسازگاری ولتاژ میان بخش های مختلف یک سیستم استفاده می شوند، در طیف گسترده ای از مسائل کاربرد دارند. از مبدل سطح برای اتصال دستگاه‌های قدیمی و کارت های اس دی، سیم کارت ها، کارت های سی اف و کدک های صوتی استفاده میشود. مبدل‌ های سطح همچنین به طور گسترده در مدارهای راه‌ انداز گیت که در آی‌سی ‌های مدیریت توان استفاده می‌شوند، به کار می‌روند. در این کاربردها، مبدل سطح، سیگنال منطقی کنترلی را به ولتاژهای بالا برای راه ‌اندازی مسفت های قدرت ترجمه می کند.

## References
1. Schweber, William L. (1986), Integrated Circuits for Computers: Principles and Applications, McGraw-Hill, pp. 157–158, ISBN 9780070536241
2. Horan, B. (2013). Practical Raspberry Pi. Technology in Action. Apress. p. 167. ISBN 978-1-4302-4972-6.
3. "Overview for Voltage Level Translation". Texas Instruments. Retrieved 2017-05-01.